# Processi per sodomia di Utrecht

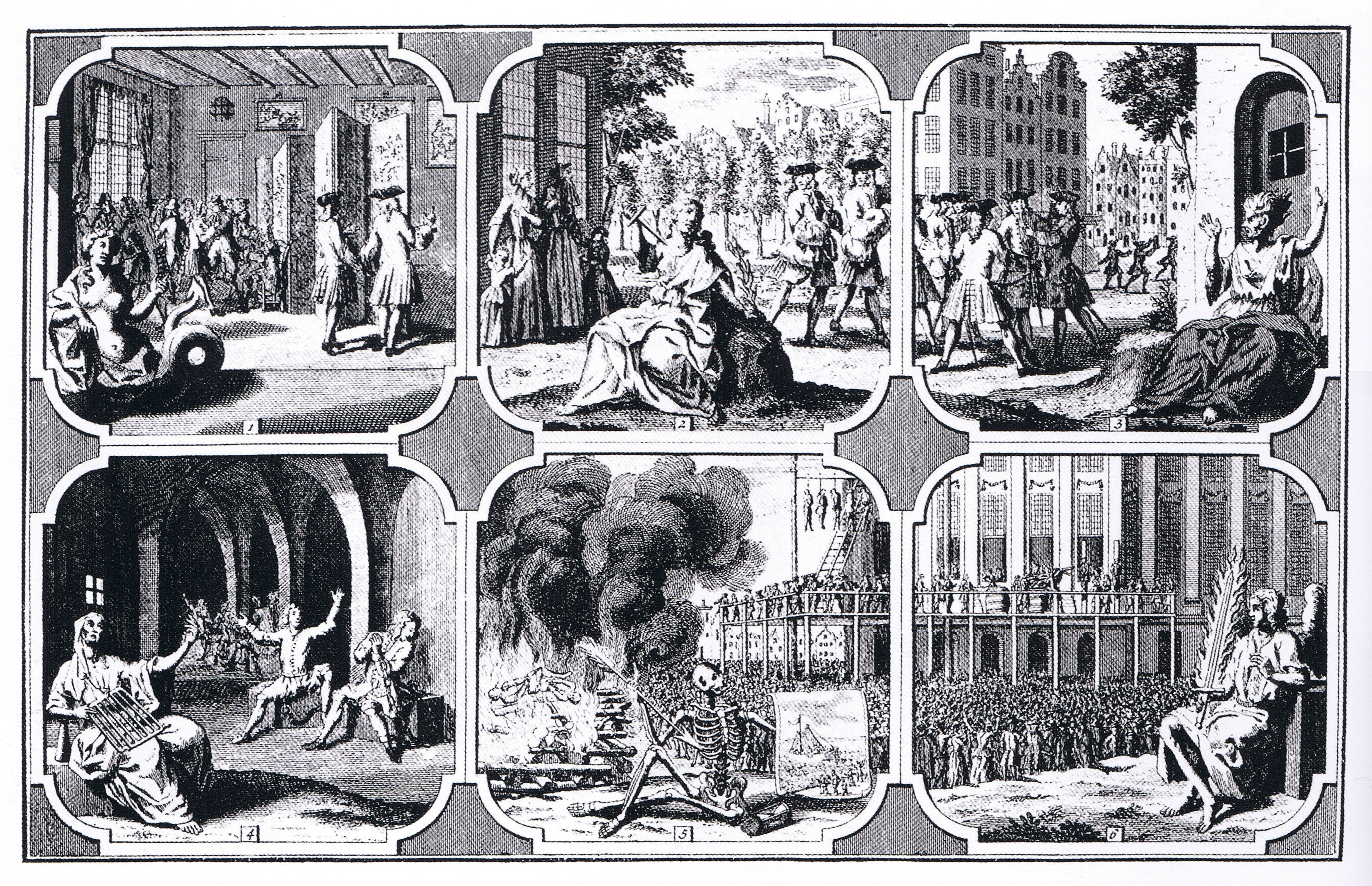
Incisione raffigurante il massacro degli omosessuali olandesi, tratta da un opuscolo intitolato La rapida punizione descritta come monito ai peccatori senzadio e dannabili, pubblicato ad Amsterdam nel 1730-31.

I processi per sodomia di Utrecht (in olandese: Utrechtse sodomieprocessen) furono un'ampia serie di persecuzioni degli omosessuali che ebbe luogo nella Repubblica delle Sette Province Unite partendo dalla città di Utrecht nel 1730. Nel corso dell'anno seguente, le persecuzioni dei "sodomiti" si allargarono a macchia d'olio in tutta la nazione, avviando tra i 250 e i 300 processi conclusisi in molti casi con la condanna a morte.

## Storia

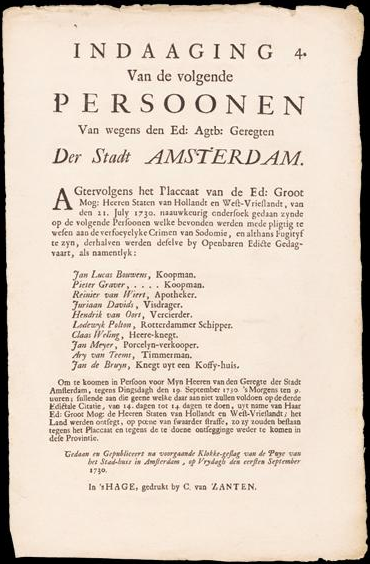
Un wanted poster dell'epoca, con i nomi di alcuni sodomiti ricercati ad Amsterdam

Nel 1730, la repubblica olandese era reduce da un'epidemia del bestiame, e gli argini erano minacciati dalle teredini; erano inoltre accaduti diversi disastri, come l'alluvione di Stavoren del 1657, il crollo della guglia del duomo di Utrecht nel 1674 e un terremoto nel 1692, tutti fatti attribuiti all'ira divina. 
Le rovine della navata del duomo erano divenute da anni punto di ritrovo per gli omosessuali locali allorché, nell'aprile del 1730, le autorità cittadine avviarono delle indagini su richiesta del sagrestano, Josua Wils che, dalla sua casa adiacente, aveva visto due soldati appartati al secondo piano della torre del duomo. Diversi uomini furono quindi arrestati, fra cui Zacharias Wilsma, un prostituto, dalle cui interrogazioni emerse la presenza di una rete di contatti e di luoghi di ritrovo in tutta la repubblica. A luglio, con l'affissione in tutti i villaggi di un documento che invocava la morte per i sodomiti, i processi cominciarono ad essere avviati in tutta la nazione; la popolazione, sbigottita dalle dimensioni del fenomeno, si diede a feroci repressioni, supportate anche dai predicatori protestanti che citarono i vermi negli argini (tra le altre cose) come prove dell'ira di Dio contro gli omosessuali. 
Circa novanta persone, fuggite prima della cattura, vennero condannate all'esilio, mentre almeno una sessantina subì la condanna a morte, di cui circa quaranta solo ad Utrecht; le esecuzioni venivano effettuate tramite strangolamento (pena comune per i colpevoli di sodomia all'epoca), impiccagione, annegamento in un barile d'acqua e rogo; i cadaveri venivano poi bruciati, gettati in mare o sepolti sotto le forche. Nel complesso, nonostante il clima da caccia alle streghe, pare che la gran parte dei condannati fosse effettivamente omosessuale. Le cronache dei processi trovarono eco anche oltremare, ampiamente riportate dai giornali inglesi.
Altre ondate di persecuzioni seguirono nel corso del secolo: nel 1764 (Amsterdam), 1776 (in diverse città) e 1797 (Utrecht e L'Aia).

## Eredità
Per la notorietà dei processi, l'etnico Utrechtenaar è diventato, almeno fra gli studenti, uno slang indicante gli omosessuali; la prima attestazione di questo senso per il termine in un dizionario risale al 1861.